# Ocotea harrisii
Ocotea harrisii là một loài thực vật thuộc họ Lauraceae. Đây là loài đặc hữu của Jamaica. Chúng hiện đang bị đe dọa vì mất môi trường sống.